# Ostasieninstitut der Hochschule für Wirtschaft und Gesellschaft Ludwigshafen

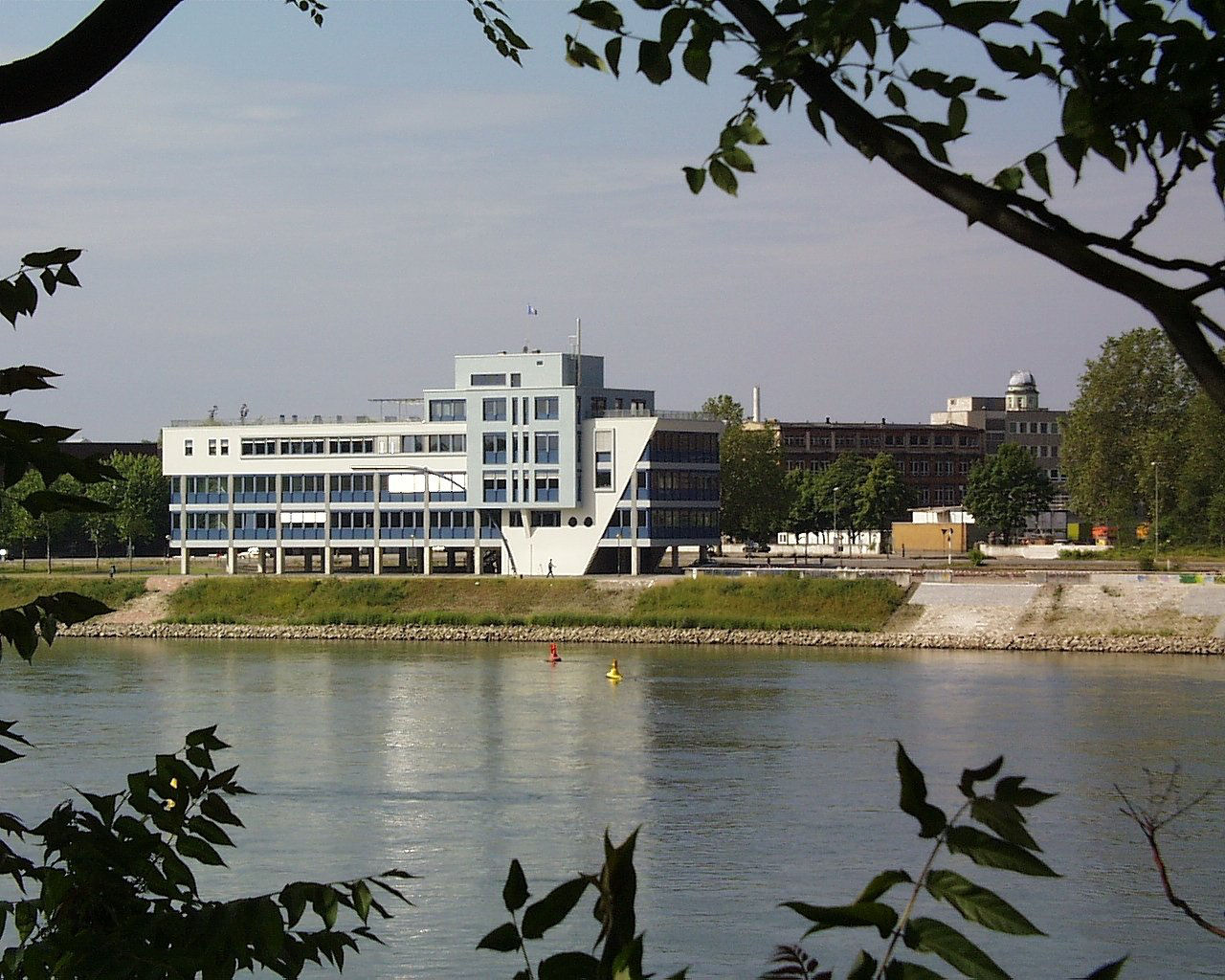
Ostasieninstitut, Ludwigshafen am Rhein

Das Ostasieninstitut der Hochschule für Wirtschaft und Gesellschaft Ludwigshafen ist eine Einrichtung der Hochschule für Wirtschaft und Gesellschaft Ludwigshafen mit den Schwerpunkten Wirtschaft Japans, Koreas oder Chinas.
Chinesisch: 东亚学院 (Dōngyà Xuéyuàn)
Japanisch: 東アジアセンター (Higashi Ajia Senta)
Koreanisch: 동아시아 연구소 (Dongasia Yeonguso)
Englisch: East Asia Institute
Das Institut wurde 1988 von dem Sinologen Siegfried Englert unter dem Namen Marketing Ostasien gegründet und 1992 von dem US-amerikanischen Japan-Historiker Peter Wetzler um den Schwerpunkt Japan erweitert. 2016 kam der Studienschwerpunkt Korea dazu.

## Studium

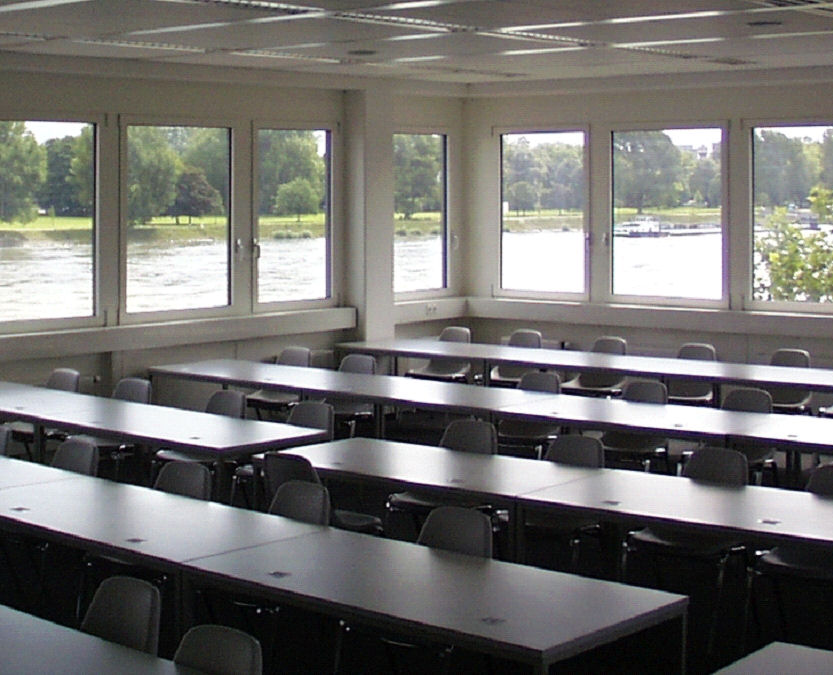
Vorlesungsraum mit Blick auf den Rhein

Der Studiengang verbindet Betriebswirtschaftslehre und Chinesische bzw. Japanische Sprache. Die Studierenden sind am Ende ihres Studiums keine Japanologen oder Sinologen, sondern Betriebswirte mit einer Zusatzqualifikation für die beiden ostasiatischen Staaten. Deshalb ist auch ein Auslandsaufenthalt von mindestens zwei Semestern in der Volksrepublik China oder in Japan vorgeschrieben.

### Partnerschaften
Das Ostasieninstitut unterhält Partnerschaften zu folgenden Universitäten in der Volksrepublik China, in Japan und in Korea:

#### Partnerhochschulen in der Volksrepublik China

Pädagogische Universität Peking

1. Pädagogische Universität Peking (北京师范大学), Peking
2. Guangxi-Universität (广西大学) in Nanning, Autonome Region Guangxi
3. Elektrotechnische Universität Guilin (桂林电子科技大学) in Guilin, Autonome Region Guangxi
4. Guizhou-Universität in Guiyang (贵州大学), Provinz Guizhou
5. Hebei-Hochschule des Nordens in Zhangjiakou (河北北方学院), Provinz Hebei
6. Fuzhou-Universität (福州大学) in der rheinland-pfälzischen Partnerprovinz Fujian

#### Partnerhochschulen in Japan

Sophia-Universität

1. Akita International University (秋田国際教養大学) in Akita City, Akita Prefecture
2. Aoyama-Gakuin-Universität (青山学院大学) in Shibuya City, Tokyo Metropolis
3. Asahi-Universität (朝日大学) in Mizuho City, Gifu Prefecture
4. Fremdsprachenhochschule Kansai (関西外国語大学) in Hirakata City, Osaka Prefecture
5. Sangyō-Universität Kyōto (京都産業大学) in Kyoto City, Kyoto Prefecture
6. Universität Fukushima (福島大学) in Fukushima City, Fukushima Prefecture
7. Nagoya City University (名古屋市立大学) in Nagoya City, Aichi Prefecture
8. Shimonoseki City University (下関市立大学) in Shimonoseki City, Yamaguchi Prefecture
9. Sophia-Universität (上智大学) in Chiyoda City, Tokyo
10. Wirtschaftsuniversität Takasaki (高崎経済大学) in Takasaki City, Gunma Prefecture
11. Yamanashi-Gakuin-University (山梨学院大学) in Kofu City, Yamamashi Prefecture
12. Tohoku Gakuin University (東北学院大学) in Sendai City, Miyagi Prefecture

Die Verträge erlauben es den Studenten, ohne Gebühren zu studieren (mit Ausnahme von Nagoya). Das Institut hat darüber hinaus Praktikumsprogramme mit Firmen wie Merck und DaimlerChrysler.

#### Partnerhochschulen in Korea
1. Hanyang-Universität (한양대학교 – 漢陽大學校) in Seoul
2. Korea University (고려대학교 – 高麗大學校) in Sejong
3. Konkuk University (건국대학교 – 建國大學校) in Seoul
4. Kyonggi University (경기대학교 – 京畿大學校) in Seoul

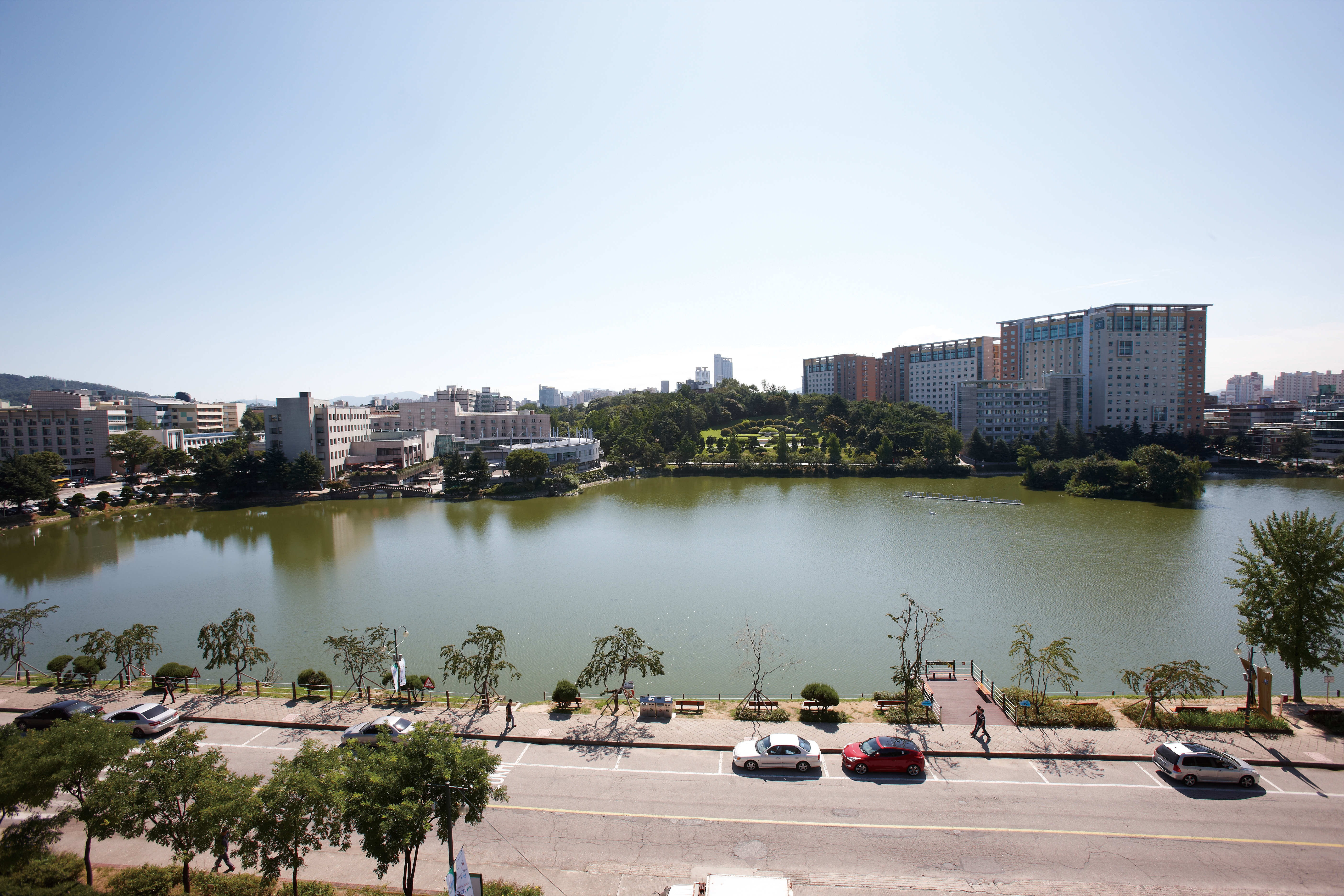
Konkuk University

5. Pukyong National University (부경대학교 – 釜慶大學校) in Busan
6. Seoul National University of Science and Technology (서울과학기술대학교 – 서울科學技術大學校) in Seoul

#### Partnerhochschulen in Malaysia
1. Taylor’s University
2. UCSI University

#### Partnerhochschulen in Taiwan
1. Ming Chuan University (銘傳大學) in Taibei
2. Chung-Cheng-Nationaluniversität (國立中正大學)
3. Soochow University (東吳大學)
4. Tunghai-Universität (東海大學)

## Aktivitäten

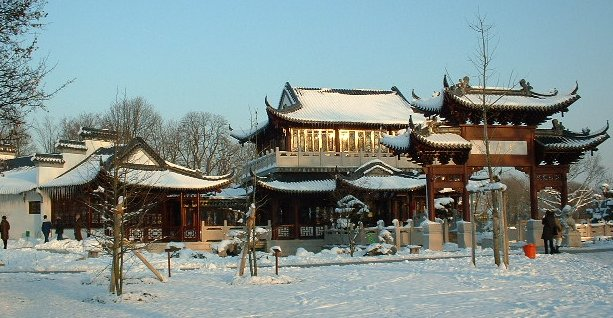
Chinesisches Teehaus im Mannheimer Luisenpark

Dozenten des Ostasieninstituts betätigen sich nicht nur in Forschung und Lehre, sondern auch in der Beratung von Unternehmen, Behörden und Institutionen sowie von Einzelpersonen. Mitarbeiter des Instituts haben auch entscheidend am Aufbau des chinesischen Teehauses im Mannheimer Luisenpark mitgewirkt. Außerdem ist das Ostasieninstitut federführend bei den Partnerschaften des Landes Rheinland-Pfalz zu der chinesischen Provinz Fujian und der japanischen Präfektur Iwate.

## Chronik
- 2022: Auszeichnung des japanischen Außenministeriums für Professor Rövekamp
- 2020: Neue Partnerhochschulen im südostasiatischen Raum: Taylor’s University und UCSI University
- 2016: Erweiterung um den Schwerpunkt Korea; Kunstausstellung der Zonta-Preisträgerin Ae Hee Lee (이애희) im Ostasieninstitut
- 2015: Diskussion über die Nuklearkatastrophe von Fukushima mit dem ehemaligen japanischen Premierminister Kan Naoto (菅 直人)
- 2009: Peter Wetzler geht in den Ruhestand, sein Nachfolger wird Professor Frank Rövekamp
- 2008: 20-Jahr-Feier mit Ministerpräsident Kurt Beck
- 2004: Umstellung von Diplom- auf Bachelor-Studiengang
- 2004: Gründung der Rheinland-pfälzischen Fujian-Gesellschaft
- 2000: Besuch des Bundespräsidenten Johannes Rau
- 1997: Neubau am Rheinufer und Umbenennung in Ostasieninstitut
- 1997: Besuch des Bundespräsidenten Roman Herzog
- 1995: Auslagerung der Emil-Helfferich-Sammlung aus Neustadt an der Weinstraße nach Ludwigshafen
- 1994: Die ersten Absolventen schließen das Studium als Diplom-Betriebswirte (FH) ab.
- 1992: Erweiterung um den Schwerpunkt Japan mit Professor Peter Wetzler
- 1991: Die ersten Studierenden gehen zu ihren obligatorischen Studienaufenthalt in die Volksrepublik China
- 1988: Gründung durch Professor Siegfried Englert als Modellstudiengang Marketing Ostasien (MO) der Fachhochschule Rheinland-Pfalz in Ludwigshafen am Rhein

## Logo
Logo des Ostasieninstituts sind fünf stilisierte Päonien. Die Strauchpäonien (chinesisch: 牡丹 Mudan; japanisch: Botan) sind ein Symbol, das sowohl in China als auch in Japan, den beiden Schwerpunkten des Studiengangs, ein positives Ansehen besitzt. Die ersten Samen von Strauchpäonien brachten Mönche nach Japan, wohingegen die Päonie in China die Blume schlechthin darstellt. Gedichte und Gemälde verherrlichen diese Blume, die sich der Sage nach sogar dem Willen der Kaiserin Wu Zetian widersetzte und sich als einzige Blume weigerte, im Winter zu blühen. Als Strafe dafür wurde sie aus den Kaiserlichen Gärten entfernt.
Die Päonie (oder Pfingstrose) ist eine der ältesten Kulturpflanzen der Menschheit und hat in Ostasien eine mystische Verehrung erfahren, die mit nichts in Europa vergleichbar ist. In der europäischen Antike wurden sie als Medizinalpflanze hoch verehrt. Paian, der Arzt der griechischen Götter – von dem sie ihren deutschen Namen bekam – heilte mit Päonienwurzeln den von Herakles verwundeten Hades.

## Helfferich-Sammlung
Das Ostasieninstitut beherbergt die Asiatica-Sammlung des Neustadter Südostasienkaufmanns Emil Helfferich, der von 1899 bis 1927 in Niederländisch-Indien (heute Indonesien) im Handel tätig war. 1927 bis 1972 war er in Hamburg als Vorsitzender des Aufsichtsrats der HAPAG, als Vorsitzender des Ostasiatischen Vereins (OAV) sowie als Staatsrat tätig.
Helfferich zog mit 92 Jahren in seine pfälzische Heimat um und verbrachte seine letzten Lebensjahre in Neustadt an der Weinstraße. Da er keine Kinder hatte, vermachte er seinen Nachlass seiner Heimatstadt, welche seine Sammlung 1997 als Dauerleihgabe an das Ostasieninstitut vergab.

## Aktuelle und ehemalige Mitarbeiter
- Siegfried Englert
- Christine Liew
- Jörg-Meinhard Rudolph
- Barbara Schmitt-Englert
- Manuel Vermeer
- Peter Wetzler